# Atletismo nos Jogos Olímpicos de Verão de 1972
Nos Jogos Olímpicos de Verão de 1972 em Munique, 38 eventos do atletismo foram realizados, sendo 24 masculinos e 14 femininos.

## Medalhistas
Masculino
| Evento                         | Ouro                                                                   | Prata                                                                                | Bronze                                                                          |
| ------------------------------ | ---------------------------------------------------------------------- | ------------------------------------------------------------------------------------ | ------------------------------------------------------------------------------- |
| 100 metros detalhes            | Valeri Borzov URS União Soviética                                      | Robert Taylor USA Estados Unidos                                                     | Lennox Miller JAM Jamaica                                                       |
| 200 metros detalhes            | Valeri Borzov URS União Soviética                                      | Larry Black USA Estados Unidos                                                       | Pietro Mennea ITA Itália                                                        |
| 400 metros detalhes            | Vincent Matthews USA Estados Unidos                                    | Wayne Collett USA Estados Unidos                                                     | Julius Sang KEN Quênia                                                          |
| 800 metros detalhes            | Dave Wottle USA Estados Unidos                                         | Yevgeni Arzhanov URS União Soviética                                                 | Mike Boit KEN Quênia                                                            |
| 1500 metros detalhes           | Pekka Vasala FIN Finlândia                                             | Kipchoge Keino KEN Quênia                                                            | Rod Dixon NZL Nova Zelândia                                                     |
| 5000 metros detalhes           | Lasse Virén FIN Finlândia                                              | Mohammed Gammoudi TUN Tunísia                                                        | Ian Stewart GBR Grã-Bretanha                                                    |
| 10000 metros detalhes          | Lasse Virén FIN Finlândia                                              | Emiel Puttemans BEL Bélgica                                                          | Miruts Yifter ETH Etiópia                                                       |
| 110 m com barreiras detalhes   | Rodney Milburn USA Estados Unidos                                      | Guy Drut FRA França                                                                  | Thomas Hill USA Estados Unidos                                                  |
| 400 m com barreiras detalhes   | John Akii-Bua UGA Uganda                                               | Ralph Mann USA Estados Unidos                                                        | David Hemery GBR Grã-Bretanha                                                   |
| 3000 m com obstáculos detalhes | Kipchoge Keino KEN Quênia                                              | Ben Jipcho KEN Quênia                                                                | Tapio Kantanen FIN Finlândia                                                    |
| Revezamento 4x100 m detalhes   | Larry Black Robert Taylor Gerald Tinker Edward Hart USA Estados Unidos | Aleksandr Kornelyuk Vladimir Lovetsky Juris Silovs Valeri Borzov URS União Soviética | Jobst Hirscht Karlheinz Klotz Gerhard Wucherer Klaus Ehl FRG Alemanha Ocidental |
| Revezamento 4x400 m detalhes   | Charles Asati Hezekiah Nyamau Robert Ouko Julius Sang KEN Quênia       | Martin Reynolds Alan Pascoe David Hemery David Jenkins GBR Grã-Bretanha              | Gilles Bertould Daniel Velasques Francis Kerbiriou Jacques Carette FRA França   |
| Maratona detalhes              | Frank Shorter USA Estados Unidos                                       | Karel Lismont BEL Bélgica                                                            | Mamo Wolde ETH Etiópia                                                          |
| Marcha atlética 20 km detalhes | Peter Frenkel GDR Alemanha Oriental                                    | Volodymyr Holubnychy URS União Soviética                                             | Hans Reimann GDR Alemanha Oriental                                              |
| Marcha atlética 50 km detalhes | Bernd Kannenberg FRG Alemanha Ocidental                                | Veniamin Soldatenko URS União Soviética                                              | Larry Young USA Estados Unidos                                                  |
| Salto em altura detalhes       | Jüri Tarmak URS União Soviética                                        | Stefan Junge GDR Alemanha Oriental                                                   | Dwight Stones USA Estados Unidos                                                |
| Salto com vara detalhes        | Wolfgang Nordwig GDR Alemanha Oriental                                 | Robert Seagren USA Estados Unidos                                                    | Jan Johnson USA Estados Unidos                                                  |
| Salto em distância detalhes    | Randy Williams USA Estados Unidos                                      | Hans Baumgartner FRG Alemanha Ocidental                                              | Arnie Robinson USA Estados Unidos                                               |
| Salto triplo detalhes          | Viktor Saneyev URS União Soviética                                     | Jörg Drehmel GDR Alemanha Oriental                                                   | Nelson Prudêncio BRA Brasil                                                     |
| Arremesso de peso detalhes     | Władysław Komar POL Polônia                                            | George Woods USA Estados Unidos                                                      | Hartmut Briesenick GDR Alemanha Oriental                                        |
| Lançamento de dardo detalhes   | Klaus Wolfermann FRG Alemanha Ocidental                                | Jānis Lūsis URS União Soviética                                                      | Bill Schmidt USA Estados Unidos                                                 |
| Lançamento de disco detalhes   | Ludvík Daněk TCH Checoslováquia                                        | Jay Silvester USA Estados Unidos                                                     | Ricky Bruch SWE Suécia                                                          |
| Lançamento de martelo detalhes | Anatoliy Bondarchuk URS União Soviética                                | Jochen Sachse GDR Alemanha Oriental                                                  | Vasiliy Khmelevskiy URS União Soviética                                         |
| Decatlo detalhes               | Nikolai Avilov URS União Soviética                                     | Leonid Litvinenko URS União Soviética                                                | Ryszard Katus POL Polônia                                                       |

Feminino
| Evento                       | Ouro                                                                                    | Prata                                                                                 | Bronze                                                                        |
| ---------------------------- | --------------------------------------------------------------------------------------- | ------------------------------------------------------------------------------------- | ----------------------------------------------------------------------------- |
| 100 metros detalhes          | Renate Stecher GDR Alemanha Oriental                                                    | Raelene Boyle AUS Austrália                                                           | Silvia Chivás CUB Cuba                                                        |
| 200 metros detalhes          | Renate Stecher GDR Alemanha Oriental                                                    | Raelene Boyle AUS Austrália                                                           | Irena Szewińska POL Polônia                                                   |
| 400 metros detalhes          | Monika Zehrt GDR Alemanha Oriental                                                      | Rita Wilden FRG Alemanha Ocidental                                                    | Kathy Hammond USA Estados Unidos                                              |
| 800 metros detalhes          | Hildegard Falck FRG Alemanha Ocidental                                                  | Nijolė Sabaitė URS União Soviética                                                    | Gunhild Hoffmeister GDR Alemanha Oriental                                     |
| 1500 metros detalhes         | Lyudmila Bragina URS União Soviética                                                    | Gunhild Hoffmeister GDR Alemanha Oriental                                             | Paola Pigni ITA Itália                                                        |
| 100 m com barreiras detalhes | Annelie Ehrhardt GDR Alemanha Oriental                                                  | Valeria Bufanu ROU Romênia                                                            | Karin Balzer GDR Alemanha Oriental                                            |
| Revezamento 4x100 m detalhes | Christiane Krause Ingrid Becker Annegret Richter Heide Rosendahl FRG Alemanha Ocidental | Evelyn Kaufer Christina Heinich Bärbel Struppert Renate Stecher GDR Alemanha Oriental | Marlene Elejarde Carmen Valdés Fulgencia Romay Silvia Chivás CUB Cuba         |
| Revezamento 4x400 m detalhes | Dagmar Käsling Rita Kühne Helga Seidler Monika Zehrt GDR Alemanha Oriental              | Mable Fergerson Madeline Manning Cheryl Toussaint Kathy Hammond USA Estados Unidos    | Anette Rückes Inge Bödding Hildegard Falck Rita Wilden FRG Alemanha Ocidental |
| Salto em altura detalhes     | Ulrike Meyfarth FRG Alemanha Ocidental                                                  | Yordanka Blagoeva BUL Bulgária                                                        | Ilona Gusenbauer AUT Áustria                                                  |
| Salto em distância detalhes  | Heide Rosendahl FRG Alemanha Ocidental                                                  | Diana Yorgova BUL Bulgária                                                            | Eva Šuranová TCH Checoslováquia                                               |
| Arremesso de peso detalhes   | Nadezhda Chizhova URS União Soviética                                                   | Margitta Gummel GDR Alemanha Oriental                                                 | Ivanka Hristova BUL Bulgária                                                  |
| Lançamento de dardo detalhes | Ruth Fuchs GDR Alemanha Oriental                                                        | Jacqueline Todten GDR Alemanha Oriental                                               | Kate Schmidt USA Estados Unidos                                               |
| Lançamento de disco detalhes | Faina Melnyk URS União Soviética                                                        | Argentina Menis ROU Romênia                                                           | Vasilka Stoeva BUL Bulgária                                                   |
| Pentatlo detalhes            | Mary Peters GBR Grã-Bretanha                                                            | Heide Rosendahl FRG Alemanha Ocidental                                                | Burglinde Pollak GDR Alemanha Oriental                                        |

## Quadro de medalhas
| Ordem | País                   | Medalha de ouro | Medalha de prata | Medalha de bronze |     |
| ----- | ---------------------- | --------------- | ---------------- | ----------------- | --- |
| 1     | URS União Soviética    | 9               | 7                | 1                 | 17  |
| 2     | GDR Alemanha Oriental  | 8               | 7                | 5                 | 20  |
| 3     | USA Estados Unidos     | 6               | 8                | 8                 | 22  |
| 4     | FRG Alemanha Ocidental | 6               | 3                | 2                 | 11  |
| 5     | FIN Finlândia          | 3               |                  | 1                 | 4   |
| 6     | KEN Quênia             | 2               | 2                | 2                 | 6   |
| 7     | GBR Grã-Bretanha       | 1               | 1                | 2                 | 4   |
| 8     | POL Polônia            | 1               |                  | 2                 | 3   |
| 9     | TCH Checoslováquia     | 1               |                  | 1                 | 2   |
| 10    | UGA Uganda             | 1               |                  |                   | 1   |
| 11    | BUL Bulgária           |                 | 2                | 2                 | 4   |
| 12    | AUS Austrália          |                 | 2                |                   | 2   |
| 12    | BEL Bélgica            |                 | 2                |                   | 2   |
| 12    | ROU Romênia            |                 | 2                |                   | 2   |
| 15    | FRA França             |                 | 1                | 1                 | 2   |
| 16    | TUN Tunísia            |                 | 1                |                   | 1   |
| 17    | CUB Cuba               |                 |                  | 2                 | 2   |
| 17    | ETH Etiópia            |                 |                  | 2                 | 2   |
| 17    | ITA Itália             |                 |                  | 2                 | 2   |
| 20    | AUT Áustria            |                 |                  | 1                 | 1   |
| 20    | BRA Brasil             |                 |                  | 1                 | 1   |
| 20    | JAM Jamaica            |                 |                  | 1                 | 1   |
| 20    | NZL Nova Zelândia      |                 |                  | 1                 | 1   |
| 20    | SWE Suécia             |                 |                  | 1                 | 1   |
| TOTAL | TOTAL                  | 38              | 38               | 38                | 114 |